# Standard Eight
Die Bezeichnung Standard Eight verwendete die britische Standard Motor Company in Coventry von 1922 bis 1959 vier Mal mit Unterbrechungen für verschiedene Typen kleiner PKW.
Der erste 8 hp war ein kleiner Tourenwagen mit oben gesteuertem Vierzylindermotor und wurde 1922/1923 gebaut. Ab 1938 gab es den Flying Eight. Nach dem Zweiten Weltkrieg liefen die „Flying“-Serien aus, aber 1945 erschien ein Kleinwagen, der wieder 8 hp genannt wurde. 1953 kam ein komplett neues Auto namens Standard Eight heraus, das fast keine Gemeinsamkeiten mit seinen Vorgängern hatte. 1959 wurde die Fertigung dieses Wagens eingestellt und stattdessen der Triumph Herald angeboten; die Marke Standard wurde aufgegeben.

## 8 hp (1922–1923)
Der erste 8 hp wurde dem größeren Modell 11.6 mit obengesteuertem Motor zur Seite gestellt. Der kleine Tourenwagen hatte einen Reihenvierzylindermotor mit 1087 cm³ Hubraum (Bohrung × Hub = 62 mm × 90 mm). Die Motorleistung des Fahrzeuges ist genauso wenig bekannt wie die Zahl der gebauten Fahrzeuge. Bereits 1923 wurde der Kleinwagen wieder eingestellt.
1930 endete bei Standard die Periode der obengesteuerten Motoren vorerst wieder. Erst 1948 wurden die seitengesteuerten Motoren endgültig aufgegeben.

## Flying Eight (1938–1939)
Der Flying Eight war das kleinste Mitglied der Standard-Flying-Familie. Er hatte einen seitengesteuerten 1009-cm³-Vierzylinder-Reihenmotor mit langem Hub (100 mm) und blieb somit in der britischen 8-Steuer-PS-Klasse. Mit einem einzelnen Solex-Vergaser leistete die Maschine 28 bhp (20,6 kW) bei 4000 min−1. Die Motorkraft wurde über ein voll synchronisiertes Dreiganggetriebe an die starre Banjo-Hinterachse weitergeleitet. Der Wagen hatte vorne Einzelradaufhängung an einem Dreiecksquerlenker (oben) und einer Querblattfeder (unten). Eine Höchstgeschwindigkeit von 105 km/h konnte man erreichen. Die Bremsen wurden durch Seilzüge nach dem Bendix-System betätigt.
Der Wagen hatte einen separaten Rahmen und zu den anfänglich lieferbaren Versionen Limousine und viersitziger Tourenwagen kam Ende 1939 noch ein Cabriolet dazu. Bald nach Ausbruch des Krieges stellte Standard die Produktion ziviler Fahrzeuge ein, so dass nur wenige Cabriolets entstanden.

## 8 hp (1945–1948)
Das 8 hp – Modell (nun ohne den Zusatz „Flying“) wurde sehr schnell nach Kriegsende wieder eingeführt. Die ersten Wagen erschienen nur 10 Tage nach der deutschen Kapitulation. Die einzige Neuerung gegenüber dem Vorkriegsmodell war ein Vierganggetriebe. 1948 entstanden einige Kombis. Den Tourenwagen konnte man leicht vom Cabriolet unterscheiden, da er oben angeschnittene Türen hatte.
Standard setzte den 8 hp gegen den Austin 8 und den Morris Eight; sein Preis war mit £ 314 sehr günstig.
Nach Einstellung dieses Modells war der Triumph Mayflower das kleinste Modell von Standard-Triumph. Erst nach dessen nachgewiesenem Misserfolg brachte die Firma als Nachfolger den neuen Standard Eight heraus.

## Eight (1953–1959)
Der Eight von 1953 war ein komplett neues Auto mit selbsttragender Konstruktion und obengesteuertem Motor. Es gab ihn nur als Limousinen mit vier Türen. Der neue Motor mit 803 cm³ Hubraum lieferte mit 26 bhp (19,1 kW) bei 4500 min−1 geringfügig weniger Leistung als der größere Seitenventiler, aber 1957 stieg sie auf 30 bhp (22 kW) bei 5000 min−1. Das Vierganggetriebe, das in den oberen drei Gängen synchronisiert war, gab es auf Wunsch ab März 1957 auch mit Overdrive. Der Wagen hatte an allen vier Rädern hydraulisch betätigte Girling-Trommelbremsen.
Um die Verkaufspreise niedrig zu halten, waren die Wagen anfangs sehr einfach ausgestattet, sie hatten Schiebefenster, nur einen einzelnen Scheibenwischer und keinen von außen zugänglichen Kofferraum. Dieser Kofferraum war nur durch Umklappen der mittig geteilten Rücksitzlehne zugänglich. 1954 bekam der Deluxe Kurbelfenster und das Gold Star – Modell 1957 hatte eine von außen zu öffnende Kofferraumhaube. Ab Mitte 1955 hatten schließlich alle Eight Kurbelfenster. Bei Erscheinen kostete der Wagen einschl. Steuern auf dem britischen Markt £ 481.
1953 wurde ein Exemplar von der britischen Autozeitschrift ‘’The Motor’’ getestet. Es erreichte eine Höchstgeschwindigkeit von 98 km/h und beschleunigte von 0 bis 80 km/h in 26,5 s Der Benzinverbrauch lag bei 6,6 l / 100 km.
Der Standard Ten von 1954 hatte die gleiche Karosserie und den gleichen Antrieb wie der Eight, wurde aber bis 1961 gebaut.

## Nachfolger
Der Eight wurde 1959 vom Triumph Herald ersetzt, der eine geringfügig aufgebohrte Version des gleichen Motors hatte.

## Quelle
- Allen, Michael: British Family Cars of the Fifties, Haynes Publishing. (1985), ISBN 0-85429-471-6